# Hufeisensiedlung
De Hufeisensiedlung (Hoefijzernederzetting) werd in de periode 1925 tot 1933 in Berlijn-Britz gerealiseerd naar de plannen van Bruno Taut en Martin Wagner. Het is een van de eerste projecten op het gebied van sociale woningbouw en onderdeel van de nederzetting Britz/Fritz Reuter-Stadt. Het geheel is voorzien van platte daken, is helder en luchtig, en beschikte destijds over wat als de modernste technische uitrusting werd beschouwd, zoals gasaansluitingen, elektrische verlichting en badkamers.
Het object staat sinds 2008 op de werelderfgoedlijst als onderdeel van de inschrijving Modernistische woonwijken in Berlijn.
De Regenboogbuurt in Almere, Nederland, ontwikkeld tussen 1994 en 1998, is geïnspireerd op deze en andere kleurenwijken, die Bruno Taut in Berlijn ontwierp.
- Gemeinsame Normdatei: 4808796-8
- Virtual International Authority File: 241890330